# Станційний доглядач (фільм, 1972)
«Станційний доглядач» (рос. «Станционный смотритель») — радянський художній телефільм 1972 року, знятий за однойменною повістю Олександра Пушкіна.

## Сюжет
Самсон Вирін — станційний доглядач. Дуня — його єдина дочка. Вона гаряче любима своїм батьком. Живуть вони самотньо на тракті. Одного разу приїжджає «молодий, стрункий гусар з чорними вусиками». Не сказавши батькові, Дуня їде з гусаром. Життя старого зруйноване, та й дочка нещасна. Зворушлива прониклива історія про святість батьківської любові і ошукані надії.

## У ролях
- Микола Пастухов —  Самсон Вирін
- Маріанна Кушнерова —  Дуня
- Микита Михалков —  Мінський, гусар
- Геннадій Шумський —  оповідач, Іван Петрович Бєлкін
- Валентина Ананьїна —  дружина пивовара
- Наталія Пярн —  дама

## Знімальна група
- Автор сценарію і режисер:  Сергій Соловйов
- Оператор: Леонід Калашников
- Композитор:  Ісаак Шварц
- Художник:  Олександр Борисов
- Директор фільму: Віктор Цируль